# Ашшур-шадуни
Ашшур-шадуни — правитель города Ашшура приблизительно в 1472 году до н. э.
Сын Нур-или. Ставленник митаннийцев. После одного месяца правления был свергнут своим дядей Ашшур-раби I и убит.